# Territorio de las Islas Heard y McDonald
El Territorio de las Islas Heard y McDonald (en inglés: Territory of Heard Island and McDonald Islands) son un conjunto de islas deshabitadas que forman un territorio externo de Australia desde 1947, situadas en el océano Índico.
La isla Heard es montañosa, dominada por el pico Mawson, un volcán de 2745 m de altura. Con esta altura, el pico Mawson se erige como la montaña más alta de Australia. Su vecina, la isla McDonald es pequeña y rocosa. Ambas suman un total de 412 km² de superficie y pertenecen geográficamente a la meseta Kerguelen. No poseen puertos, y están deshabitadas. El clima es frío húmedo subantártico, estando gran parte del territorio de las islas cubierto por hielo y nieve todo el año.
Estas islas son territorios australianos administrados desde Canberra por la División Australiana Antártica del Departamento Australiano de Medioambiente.
Actualmente son habitadas por una gran cantidad de focas y aves, por lo que han sido declaradas Patrimonio Natural de la Humanidad y son principalmente visitadas con fines de investigación científica.
A pesar de no tener ningún tipo de actividad económica, se le ha asignado el código internacional HM y el dominio de Internet .hm.
En 2025, el presidente de los Estados Unidos de América, Donald Trump, le impuso un arancel del 10% a sus exportaciones, a pesar de ser un territorio deshabitado.

## Historia
Ninguna de las dos islas tuvo visitantes registrados hasta mediados de la década de 1850.
Un marinero estadounidense, John Heard, a bordo del barco Oriental, avistó la isla Heard el 25 de noviembre de 1853, en ruta de Boston a Melbourne. Informó del descubrimiento un mes después e hizo que la isla llevara su nombre. William McDonald, a bordo del Samarang, descubrió las cercanas islas McDonald seis semanas después, el 4 de enero de 1854.
No se produjo ningún desembarco en las islas hasta marzo de 1855, cuando cazadores de focas del Corinthian, dirigidos por Erasmus Darwin Rogers, desembarcaron en un lugar llamado Oil Barrel Point. En el periodo de navegación que va de 1855 a 1880, varios cazadores de focas estadounidenses pasaron un año o más en la isla, viviendo en condiciones espantosas en chozas oscuras y malolientes, también en Oil Barrel Point. En su apogeo, la comunidad contaba con 200 personas. En 1880, los cazadores de focas habían acabado con la mayor parte de la población de focas y abandonaron la isla. En total, las islas suministraron más de 100.000 barriles de aceite de elefante marino durante este periodo.
En los alrededores de las islas se han producido varios naufragios. También hay un edificio abandonado de la estación de sellado de John Heard que se encuentra cerca de Atlas Cove.
Las islas fueron transferidas por el Reino Unido el 26 de diciembre de 1947. La recepción se confirmó en cartas intercambiadas el 19 de diciembre de 1950. El archipiélago se convirtió en Patrimonio de la Humanidad en 1997.
El primer desembarco registrado en la isla McDonald fue realizado por los científicos australianos Grahame Budd y Hugh Thelander el 12 de febrero de 1971, utilizando un helicóptero.
Hubo al menos cinco expediciones privadas a la isla Heard entre 1965 y 2000. Varios radioaficionados han visitado Heard, a menudo asociados a expediciones científicas. La primera actividad allí fue en 1947 por Alan Campbell-Drury. Dos expediciones DX de radioaficionados a la isla tuvieron lugar en 1983 usando los indicativos VK0HI (la expedición Anaconda) y VK0JS y VK0NL (la expedición Cheynes II), con otra operación en enero de 1997 (VK0IR). La reciente expedición DX de marzo de 2016 (VK0EK) fue organizada por Cordell Expeditions, y realizó más de 75 000 contactos de radio.
El Pico Mawson, en la cima del Big Ben, fue escalado por primera vez el 25 de enero de 1965 por cinco miembros de la Expedición del Océano Índico Meridional a la Isla Heard (a veces denominada expedición Patanela). La segunda ascensión fue realizada por cinco miembros de la Expedición de la Isla Heard de 1983 (a veces denominada expedición Anaconda) Un equipo de ANARE realizó un aterrizaje en helicóptero en la cima el 21 de diciembre de 1986. Un equipo del ejército australiano consiguió realizar la tercera ascensión en el año 2000.
En 1991, las islas fueron el lugar donde se realizó la prueba de viabilidad de la isla Heard, un experimento de transmisión a muy larga distancia de sonido de baja frecuencia a través del océano Los buques de la Marina estadounidense MV Cory Chouest y Amy Chouest se utilizaron para transmitir señales que podían detectarse hasta en las dos costas oceánicas de Estados Unidos y Canadá. El Cory Chouest fue elegido por su piscina lunar central y porque ya estaba equipado con un conjunto de transmisores de baja frecuencia. Se utilizó una señal de 57 Hz modulada en fase. El experimento tuvo éxito y demostró que tales ondas sonoras podían viajar hasta las antípodas. Las transmisiones previstas tenían una duración de diez días, aunque debido a las malas condiciones meteorológicas y a la elevada tasa de fallos de los elementos transmisores, utilizados a una frecuencia inferior a la de su diseño, las transmisiones se interrumpieron al sexto día, cuando sólo dos de los diez transductores originales seguían funcionando.

## Geografía
La isla Heard, la mayor del grupo con diferencia, es una isla montañosa de 368 kilómetros cuadrados cubierta por 41 glaciares (la isla está cubierta de hielo en un 80%) y dominada por el macizo del Big Ben. Su altura máxima es de 2745 metros en el pico Mawson, la cumbre volcánica históricamente activa del Big Ben. Una imagen de satélite de julio de 2000 del Equipo de Alerta Térmica del Instituto de Geofísica y Planetología (HIGP) de la Universidad de Hawái mostraba un flujo de lava activo de 2 kilómetros de largo y entre 50 y 90 metros de ancho desde la cumbre del Big Ben.
Las islas McDonald, mucho más pequeñas y rocosas, están situadas a 44 kilómetros (27 mi) al oeste de la isla Heard. Están formadas por la isla McDonald (186 metros de altura), la isla Flat (55 metros de altura) y Meyer Rock (170 metros de altura). Su superficie total es de aproximadamente 2,5 kilómetros cuadrados, de los cuales la isla McDonald tiene 1,13 kilómetros cuadrados. Hay un pequeño grupo de islotes y rocas a unos 10 kilómetros (6 mi) al norte de la isla Heard, formado por el islote Shag, Sail Rock, Morgan Island y Drury Rock. Su superficie total es de 1,1 km².
El Pico Mawson y la Isla McDonald son los dos únicos volcanes activos del territorio australiano. El pico Mawson es también la montaña australiana más alta de Australia (más que el monte Kosciuszko). El pico Mawson ha entrado en erupción varias veces en la última década; la más reciente fue filmada el 2 de febrero de 2016. El volcán de la isla McDonald, tras permanecer inactivo durante 75 000 años, entró en actividad en 1992 y ha entrado en erupción varias veces desde entonces, la última en 2005.
La isla Heard y las islas McDonald no tienen puertos; los barcos deben anclar en alta mar. El litoral tiene 101,9 km, y se reclama un mar territorial de 12 millas náuticas (22 km) y una zona de pesca exclusiva de 200 millas náuticas (370 km).

### Humedales
La isla Heard cuenta con una serie de pequeños humedales repartidos por su perímetro costero, entre los que se encuentran zonas de vegetación de humedales, lagunas o complejos de lagunas, costas rocosas y costas arenosas, incluido el Elephant Spit. Muchas de estas zonas de humedales están separadas por glaciares activos. También hay varios arroyos cortos alimentados por glaciares y charcas glaciares. Se han registrado algunas zonas de humedales en la isla McDonald pero, debido a la considerable actividad volcánica desde que se realizó el último desembarco en 1980, se desconoce su extensión actual.
El humedal HIMI figura en el Directorio de Humedales Importantes de Australia y, en un reciente análisis de los humedales gestionados por la Commonwealth, obtuvo la máxima calificación para ser nominado en el marco de la Convención sobre los Humedales de Importancia Internacional, especialmente como hábitat de aves acuáticas (Convención de Ramsar), como humedal de importancia internacional.
En el HIMI se han identificado seis tipos de humedales que abarcan aproximadamente 1860 ha: "complejo de charcas" costeras (237 ha); "complejo de charcas" interiores (105 ha); rezumaderos con vegetación, sobre todo en zonas glaciares recientes (18 ha); lagunas glaciares (1103 ha); lagunas no glaciares (97 ha); Elephant Spit (300 ha) y algunas zonas costeras. En la isla Heard, la mayoría de estos tipos de suites se encuentran por debajo de los 150 m de altitud. La vegetación de los humedales se encuentra en las comunidades de "campo de hierbas mixto húmedo" y "vegetación biótica costera" descritas anteriormente.
Los humedales proporcionan un importante hábitat de reproducción y alimentación para una serie de animales de los humedales antárticos y subantárticos. Entre ellos se encuentran el elefante marino del sur y los pingüinos macaroni, papúa, rey y saltamontes oriental, considerados especies de humedales según la Convención de Ramsar. Las zonas de vegetación no húmeda de las islas también albergan colonias de pingüinos y otras aves marinas.

### Clima
Las islas tienen un clima subantártico, atemperado por su entorno marítimo. El tiempo se caracteriza por una baja gama de temperaturas estacionales y diarias, una nubosidad persistente y generalmente baja, frecuentes precipitaciones y fuertes vientos. Se producen nevadas durante todo el año. Las temperaturas medias mensuales en Atlas Cove (en el extremo noroccidental de la isla Heard) oscilan entre 0,0 y 4,2 °C (32,0 a 39,6 °F), con un rango medio diario de 3,7 a 5,2 °C (38,7 a 41,4 °F) en verano y de -0,8 a 0,3 °C (30,6 a 32,5 °F) en invierno. Los vientos son predominantemente del oeste y persistentemente fuertes. En Atlas Cove, la velocidad media mensual del viento oscila entre 26 y 33,5 km/h (16,2 y 20,8 mph). Se han registrado ráfagas de más de 180 km/h. Las precipitaciones anuales a nivel del mar en la isla Heard son del orden de 1300 a 1900 mm; llueve o nieva aproximadamente 3 de cada 4 días.

## Vida silvestre

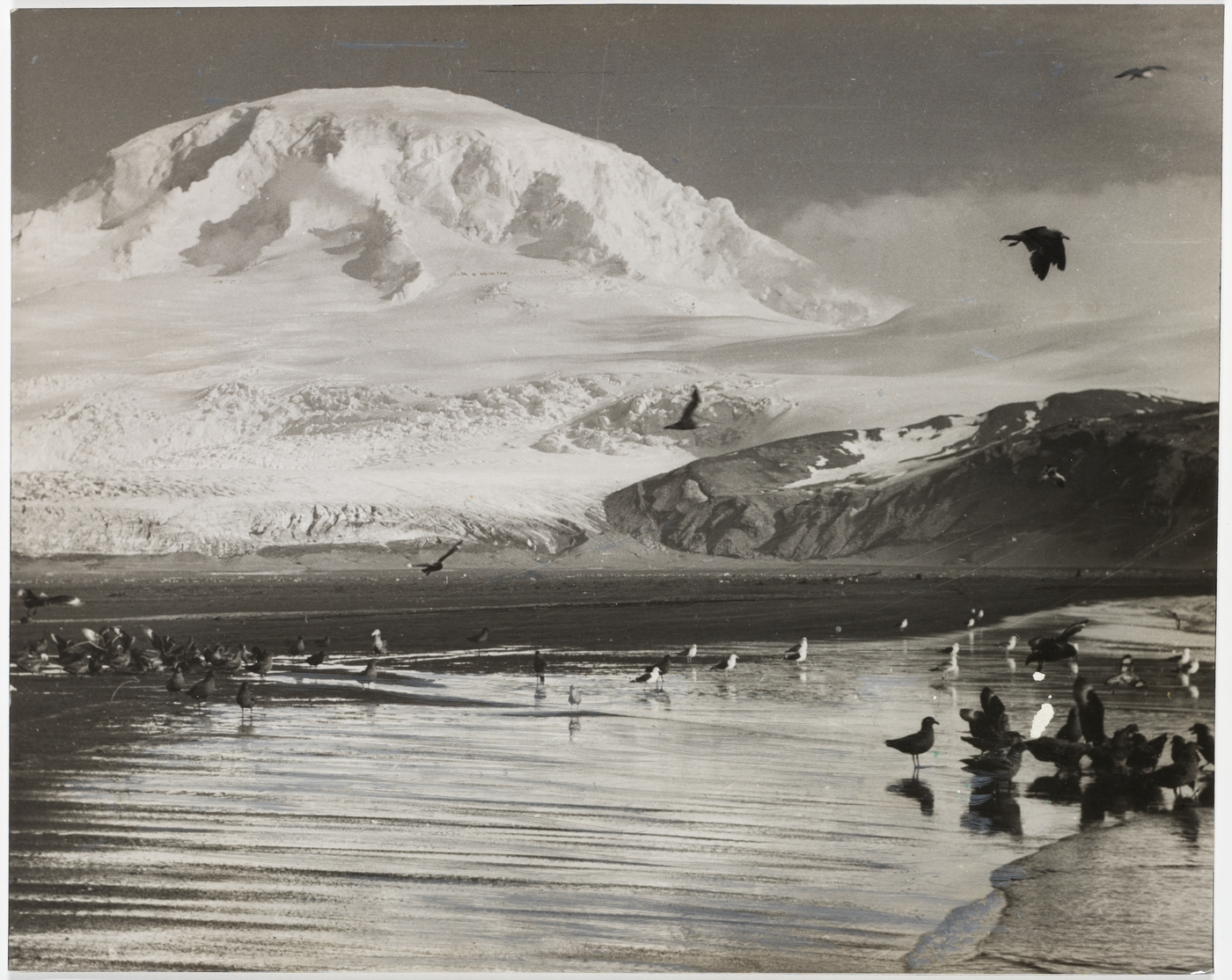
Skuas y gaviotas en la playa de Atlas Cove, Isla Heard (1955)

### Flora
Las islas forman parte de la ecorregión de la tundra de las Islas del Océano Índico Meridional, que incluye varias islas subantárticas. En este clima frío, la vida vegetal se limita principalmente a hierbas, líquenes y musgos. La escasa diversidad de plantas refleja el aislamiento de las islas, su pequeño tamaño, el clima severo, la corta y fría estación de crecimiento y, en el caso de la isla Heard, la importante cubierta de hielo permanente. Los principales determinantes ambientales de la vegetación en las islas subantárticas son la exposición al viento, la disponibilidad de agua, la composición del suelo parental, la exposición a la niebla salina, la disponibilidad de nutrientes, las perturbaciones por pisoteo (de aves marinas y focas) y, posiblemente, la altitud. En la isla Heard, la exposición a la niebla salina y la presencia de aves marinas y focas que se reproducen y mudan son influencias particularmente fuertes en la composición y estructura de la vegetación en las zonas costeras.

### Historia
Las pruebas de los registros de microfósiles indican que los helechos y las plantas leñosas estuvieron presentes en la isla Heard durante el Terciario (un período con un clima fresco y húmedo). Ninguno de los dos grupos de plantas está presente hoy en día, aunque entre los posibles supervivientes del Terciario se encuentran la planta vascular Pringlea antiscorbutica y seis especies de musgo. La actividad volcánica ha alterado la distribución y la abundancia de la vegetación. La flora vascular cubre una gama de ambientes y, aunque sólo seis especies están actualmente extendidas, el retroceso de los glaciares y la consiguiente conexión de zonas anteriormente separadas y libres de hielo está proporcionando oportunidades para una mayor distribución de la vegetación en zonas adyacentes.

### Plantas con flores y helechos
Las plantas herbáceas con flores de bajo crecimiento y las briofitas son los principales componentes de la vegetación. La flora vascular comprende el menor número de especies de todos los grandes grupos de islas subantárticas, lo que refleja su aislamiento, su escasa superficie libre de hielo y su clima severo. Se conocen doce especies vasculares de la isla Heard, de las cuales cinco se han registrado también en la isla McDonald. Ninguna de las especies vasculares es endémica, aunque Pringlea antiscorbutica, Colobanthus kerguelensis y Poa kerguelensis sólo se dan en islas subantárticas del sur del océano Índico.
Las plantas son típicamente subantárticas, pero con una mayor abundancia de Azorella selago, que forma cojines, que en otras islas subantárticas. La isla Heard es la mayor isla subantártica en la que no se ha confirmado la presencia de plantas introducidas por el hombre. Las áreas disponibles para la colonización de plantas en la isla Heard son generalmente el resultado del retroceso de los glaciares o de nuevas tierras libres de hielo creadas por flujos de lava. En la actualidad, una vegetación importante cubre más de 20 km² de la isla Heard, y se desarrolla mejor en las zonas costeras a una altura inferior a los 250 m.

### Musgos y hepáticas
Las briofitas (musgos y hepáticas) contribuyen sustancialmente a la biodiversidad general de la isla Heard, con 43 musgos y 19 hepáticas registradas, que a menudo ocupan hábitats inadecuados para las plantas vasculares, como los acantilados. Las briofitas están presentes en la mayoría de las principales comunidades vegetales, incluyendo varias especies que habitan en el suelo y en los musgos. Un estudio realizado en 1980 en la isla McDonald encontró una diversidad menor que la de la isla Heard; en ella se registran cuatro musgos y varias especies de algas.

### Algas
Se conocen al menos 100 especies de algas terrestres de la isla Heard, normalmente en hábitats permanentemente húmedos y efímeros. Los bosques de algas antárticas gigantes Durvillaea antarctica se dan en varios lugares alrededor de la isla Heard y se conocen al menos otras 17 especies de algas, a las que se añadirán otras tras la identificación de colecciones recientes. La escasa diversidad de algas se debe al aislamiento de la isla con respecto a otras masas de tierra, a un hábitat de playa inadecuado, a la constante abrasión por las olas, las mareas y las pequeñas piedras, y a la extensión de los glaciares hacia el mar en muchas zonas.

### Comunidades vegetales
La isla Heard presenta una serie de entornos terrestres en los que se da la vegetación. Actualmente se reconocen siete comunidades vegetales generales, aunque la composición de la vegetación se considera más un continuo que unidades discretas:
- La vegetación subantártica es mínima e incluye pequeños tipos de arbustos, incluyendo musgos y hepáticas.
- La vegetación de campo abierto es el tipo de vegetación más extendido y abundante en la isla Heard. Se caracteriza por cojines de Azorella selago intercalados con briofitas, pequeñas especies vasculares y suelo desnudo con un 20-75% de cobertura, y se encuentra principalmente en altitudes entre 30-70m snm.
- Fellfield describe la vegetación con abundante suelo desnudo y menos del 50% de cobertura vegetal. La vegetación de campo desnudo puede ser el resultado de factores climáticos y/o edáficos adversos, o de una desglaciación reciente que ha dejado el suelo desnudo.
- El campo de musgo es una comunidad con una gran riqueza de especies y consiste en briófitos y pequeños cojines de Azorella selago. Se encuentra en altitudes entre 30 y 150 m en zonas con exposición intermedia.
- El herbazal mixto húmedo se da en sustratos húmedos, sobre todo en morrenas y laderas húmedas a sotavento (a menudo en asociación con colonias de petreles excavadores) a baja altitud (< 40 m) donde el nivel freático está en la superficie o cerca de ella. La riqueza de especies es la más alta de todas las comunidades, siendo las especies dominantes Poa cookii, Azorella selago, Pringlea antiscorbutica, Acaena magellanica y Deschampsia antarctica.
- La vegetación biótica costera está dominada por Poa cookii y Azorella selago, y se da principalmente en lugares costeros de exposición moderada y en zonas sujetas a una influencia significativa de focas y aves marinas.
- La vegetación de salinidad está dominada por el musgo Muelleriella crassifolia, tolerante a la sal, y su extensión es limitada, encontrándose a baja altura sobre lavas en lugares costeros expuestos.
- El campo de cojines cerrado se encuentra en las morrenas y en la arena a altitudes inferiores a los 60 m, y está dominado casi por completo por cojines de Azorella selago que a menudo crecen juntos formando alfombras continuas que pueden ser objeto de excavación por parte de las aves marinas.

### Panorama
En la isla Heard se ha producido uno de los cambios físicos más rápidos del subantártico, debido a la combinación de una rápida recesión glaciar y el calentamiento del clima. El consiguiente aumento del hábitat disponible para la colonización de plantas, además de la unión de zonas libres de hielo previamente diferenciadas, ha dado lugar a marcados cambios en la vegetación de la isla Heard en los últimos 20 años aproximadamente. Otras especies y comunidades vegetales que se encuentran en las islas subantárticas al norte de la Convergencia Antártica y que ahora están ausentes de la flora de la isla Heard podrían colonizarla si el cambio climático produce condiciones más favorables.
Algunas especies vegetales se están extendiendo y modificando la estructura y composición de las comunidades, algunas de las cuales también están aumentando su distribución. Es probable que se produzcan más cambios, y posiblemente a un ritmo acelerado. También se espera que los cambios en el número de población de las focas y las aves marinas afecten a la vegetación al cambiar la disponibilidad de nutrientes y la perturbación por el pisoteo.
Una de las especies vegetales de la isla Heard, la Poa annua, una hierba cosmopolita originaria de Europa, fue posiblemente introducida por el hombre, aunque es más probable que haya llegado de forma natural, probablemente a través de los skuas procedentes de las islas Kerguelen, donde está muy extendida. Se registró por primera vez en 1987 en dos zonas deglaciadas de la isla Heard que no habían estado expuestas anteriormente a los visitantes humanos, mientras que estaba ausente de los lugares conocidos de asentamientos humanos en el pasado. Desde 1987 las poblaciones de Poa annua han aumentado en densidad y abundancia dentro de las zonas originales y se han expandido más allá de ellas. El tráfico de botas de los expedicionarios durante la expedición del programa antártico australiano en 1987 puede ser responsable, al menos en parte, de la propagación, pero probablemente se deba principalmente a la dispersión por el viento y al movimiento de aves marinas y focas alrededor de la isla.
El potencial de introducción de especies vegetales (incluidas las especies invasoras que no se encontraban antes en las islas subantárticas), tanto por medios naturales como inducidos por el hombre, es alto. Esto se debe a la combinación de la baja diversidad de especies y la mejora climática. Durante el verano de 2003/04 se registró una nueva especie de planta, Cotula plumosa. Sólo se encontró un pequeño espécimen creciendo en una terraza fluvial costera que había experimentado un desarrollo y una expansión sustancial de la vegetación durante la última década. La especie tiene una distribución circunantártica y está presente en muchas islas subantárticas.

### Hongos
Se han registrado 71 especies de líquenes en la isla Heard y son comunes en la roca expuesta, dominando la vegetación en algunas zonas. Al igual que con las plantas, un estudio realizado en 1980 en la isla McDonald encontró una menor diversidad allí, con sólo ocho especies de líquenes y un número de hongos no liquenizados registrados.

## Fauna
Los principales animales autóctonos son los insectos, junto con grandes poblaciones de aves marinas, focas y pingüinos

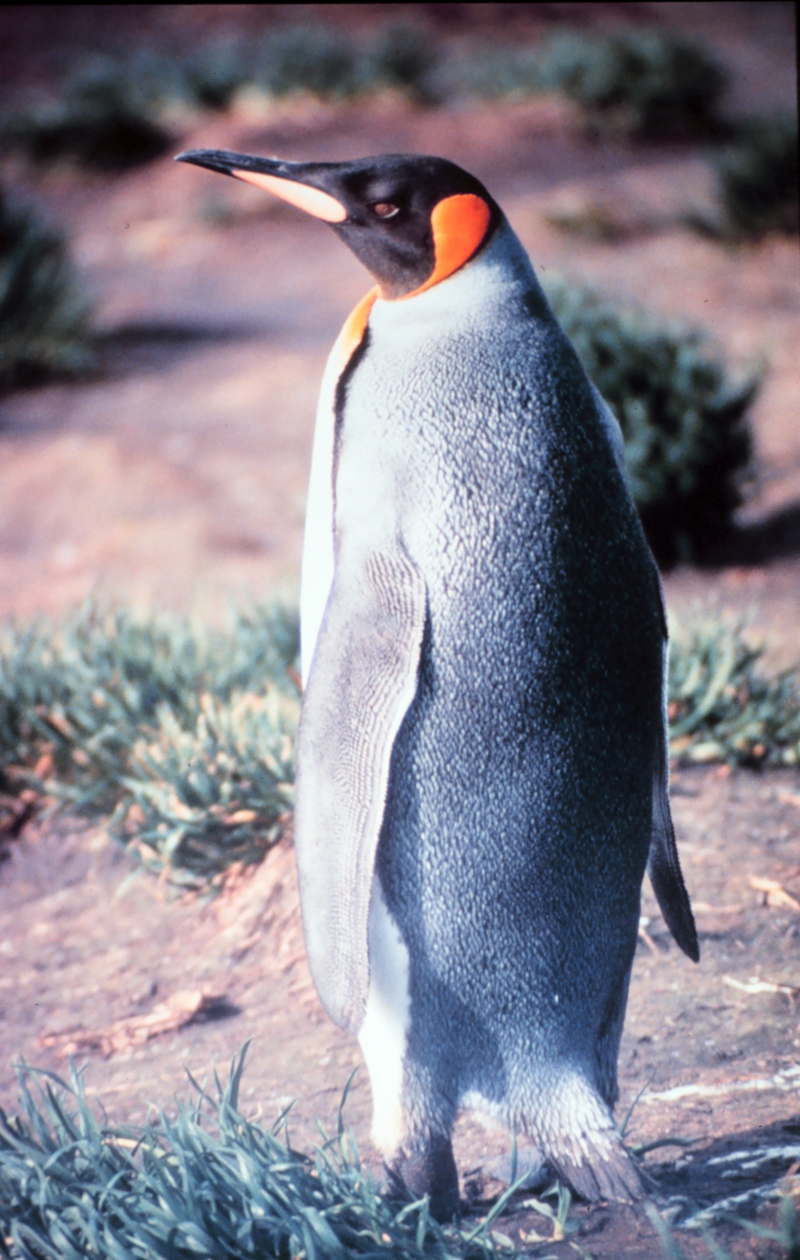
Pingüino Rey en las islas

### Mamíferos
La caza de focas en la isla Heard duró desde 1855 hasta 1910, periodo durante el cual se registraron 67 embarcaciones de caza, nueve de las cuales naufragaron frente a la costa. Los vestigios que sobreviven de esa época incluyen trípodes, barriles, ruinas de cabañas, tumbas e inscripciones. Esto provocó que las poblaciones de focas se extinguieran localmente o se redujeran a niveles demasiado bajos para ser explotados económicamente. Los modernos cazadores de focas visitaron la zona desde Ciudad del Cabo en los años 20. Desde entonces, las poblaciones han aumentado en general y están protegidas. Entre las focas que se reproducen en Heard se encuentran el elefante marino del sur, el lobo fino antártico y el lobo fino subantártico. Las focas leopardo visitan regularmente las islas en invierno para salir a pastar, aunque no se reproducen en ellas. Las focas cangrejeras, de Ross y de Weddell son visitantes ocasionales.

### Aves
La isla Heard y las islas McDonald están libres de depredadores introducidos y proporcionan un hábitat de cría crucial en medio del vasto océano Austral para una serie de aves. Las aguas circundantes son importantes zonas de alimentación para las aves y algunas especies carroñeras también se alimentan de los habitantes de las islas. Las islas han sido identificadas por BirdLife International como una zona importante para las aves porque albergan un gran número de aves marinas que anidan.
Se han registrado diecinueve especies de aves que se reproducen en la isla Heard y en las islas McDonald, aunque es probable que la reciente actividad volcánica en las islas McDonald en la última década haya reducido las zonas de nidificación con y sin vegetación.
Los pingüinos son, con mucho, las aves más abundantes en las islas, con cuatro especies reproductoras presentes, que comprenden los pingüinos rey, papúa, macarrón y saltamontes oriental. Los pingüinos colonizan sobre todo las praderas costeras de la isla Heard, y anteriormente se ha registrado que ocupan las llanuras y barrancos de la isla McDonald.
Otras aves marinas registradas como reproductoras en la isla Heard incluyen tres especies de albatros (albatros errantes, de ceja negra y de manto claro, petreles gigantes del sur, petreles del Cabo, cuatro especies de petreles de madriguera priones antárticos y fulmares, zambullidores comunes y georgianos del sur), paíños de Wilson, gaviotas de algas, skuas subantárticos, charranes antárticos y el cormorán moñudo. Aunque no es una verdadera ave marina, la subespecie de la isla Heard del pechinegro también se reproduce en la isla. Tanto el cormorán moñudo como el pajarote son endémicos de la isla de Heard.
Otras 28 especies de aves marinas están registradas como visitantes no reproductores o han sido observadas durante "estudios en el mar" de las islas. Todas las especies reproductoras registradas, excepto el pato de la isla Heard, están incluidas en la lista de especies marinas en virtud de la Ley de Protección del Medio Ambiente y la Biodiversidad de Australia (1999), cuatro están incluidas como especies amenazadas y cinco son especies migratorias. En virtud de la Ley EPBC se ha elaborado un plan de recuperación para los albatros y los petreles gigantes, que exige un seguimiento continuo de la población de las especies que se encuentran en HIMI, y en el momento de elaborar este plan también se ha elaborado un proyecto de plan de recuperación para el cormorán de la isla Heard (o cormorán moñudo) y el charrán antártico.
Las poblaciones registradas de algunas especies de aves marinas que se encuentran en la Reserva han mostrado un marcado cambio. La población de pingüinos rey es la especie de ave marina mejor estudiada en la isla Heard y ha mostrado un aumento espectacular desde que se registró por primera vez en 1947/48, duplicándose la población cada cinco años aproximadamente durante más de 50 años.
Un documento en el que se revisan los datos de población del albatros de ceja negra entre 1947 y 2000/01 sugiere que la población reproductora ha aumentado hasta triplicar la existente a finales de la década de 1940, aunque un Grupo de Trabajo de la Convención para la Conservación de los Recursos Vivos Marinos Antárticos (CCAMLR) se mostró cauteloso en cuanto a la interpretación de la tendencia al aumento dada la naturaleza dispar de los datos, como se comenta en el documento. El descubrimiento de una gran colonia de cormoranes de la oreja, desconocida hasta entonces, en 2000/01 en el Cabo Pillar elevó la población reproductora conocida de 200 parejas a más de 1000. La población reproductora de petreles gigantes del sur disminuyó en más de un 50% entre principios de la década de 1950 y finales de la de 1980.

### Invertebrados terrestres, de agua dulce y costeros
La isla Heard alberga un número relativamente bajo de especies de invertebrados terrestres en comparación con otras islas del océano Antártico, en paralelo con la baja riqueza de especies en la flora, es decir, el aislamiento de la isla y la limitada área libre de hielo. El endemismo también es generalmente bajo y la fauna de invertebrados es excepcionalmente prístina, con pocas o ninguna introducción (exitosa) de especies foráneas por parte del hombre. Se cree que dos especies, el trips Apterothrips apteris y el ácaro Tyrophagus putrescentiae, son introducciones recientes, posiblemente naturales. Una especie exótica de lombriz de tierra, Dendrodrilus rubidus, también se recogió en 1929 en un vertedero cerca de Atlas Cove, y recientemente se ha recogido en una variedad de hábitats, incluyendo revolcaderos, arroyos y lagos en la isla Heard.
Los artrópodos de la isla Heard son relativamente bien conocidos, con 54 especies de ácaros y garrapatas, una araña y ocho colémbolos registrados. Un estudio realizado durante el verano en Atlas Cove en 1987-88 mostró densidades globales de hasta 60 000 colémbolos individuales por metro cuadrado en el suelo bajo los rodales de Pringlea antiscorbutica. A pesar de algunos estudios recientes, la fauna de invertebrados no artrópodos de la isla Heard sigue siendo poco conocida.
Los escarabajos y las moscas dominan la fauna de insectos conocida de la isla Heard, que comprende hasta 21 especies de ectoparásitos (asociados a aves y focas) y hasta 13 especies de vida libre. Aproximadamente la mitad de los insectos de vida libre son específicos de un hábitat, mientras que el resto son generalistas y se encuentran en diversos hábitats, asociados a zonas supralitorales o intermareales, a rodales de Poa cookii y Pringlea antiscorbutica, a briofitos, a rocas cubiertas de líquenes, a superficies rocosas expuestas o a la parte inferior de las rocas. La fauna de insectos presenta una marcada estacionalidad, ya que las densidades en los meses de invierno descienden a un pequeño porcentaje (entre el 0,75 %) del máximo de verano. También se han observado diferencias en la abundancia relativa de las especies entre los distintos hábitats, incluida una relación negativa entre la altitud y el tamaño corporal de los gorgojos de la isla Heard.
La fauna de las charcas de agua dulce, los lagos, los arroyos y los lodazales que se encuentran en las zonas costeras de la isla Heard es muy similar a la de otras islas subantárticas del sur del océano Índico. Muchas de las especies citadas en la isla Heard se encuentran en otros lugares. Durante las últimas expediciones se han realizado algunos muestreos de la fauna de agua dulce y los registros realizados hasta la fecha indican que la fauna de agua dulce incluye una especie de Protista, un gastrotrico, dos especies de tardígrados, al menos cuatro especies de nematodos, 26 especies de rotíferos, seis especies de anélidos y 14 especies de artrópodos.
Al igual que el resto de la biota costera, la fauna de macroinvertebrados marinos de la isla Heard es similar en composición y distribución local a la de otras islas subantárticas, aunque se sabe relativamente poco sobre las comunidades de la isla Heard en comparación con la fauna bien estudiada de algunas otras islas de la región subantártica, como Macquarie y Kerguelen.
A pesar del aislamiento de la isla Heard, la riqueza de especies se considera moderada, más que depauperada, aunque el número de especies endémicas registrado es bajo. La gran macroalga Durvillaea antarctica sustenta una diversa gama de taxones de invertebrados y puede desempeñar un papel importante en el transporte de parte de esta fauna a la isla Heard.
Las costas rocosas de la isla Heard muestran una clara demarcación entre la fauna de la zona inferior de algas y la comunidad de la zona superior de la costa, probablemente debido a los efectos de la desecación, la depredación y la congelación en las zonas más altas. La lapa Nacella kerguelensis es abundante en la parte baja de la orilla, encontrándose en la superficie de las rocas y en los asentamientos de algas. Otras especies comunes pero menos abundantes en este hábitat son el quitón Hemiarthrum setulosum y la estrella de mar Anasterias mawsoni. El anfípodo Hyale sp. y el isópodo Cassidinopsis sp. están estrechamente asociados al alga. Por encima de la zona de fijación del alga, el litórnido Laevilitorina (Corneolitorina) heardensis y el molusco bivalvo Kidderia bicolor se encuentran en situaciones bien protegidas, y se ha registrado otro bivalvo Gaimardia trapesina trapesina inmediatamente por encima de la zona de fijación. Los oligoquetos también son abundantes en las zonas que soportan capas porosas y esponjosas de estera de algas.

## Retroceso de los glaciares

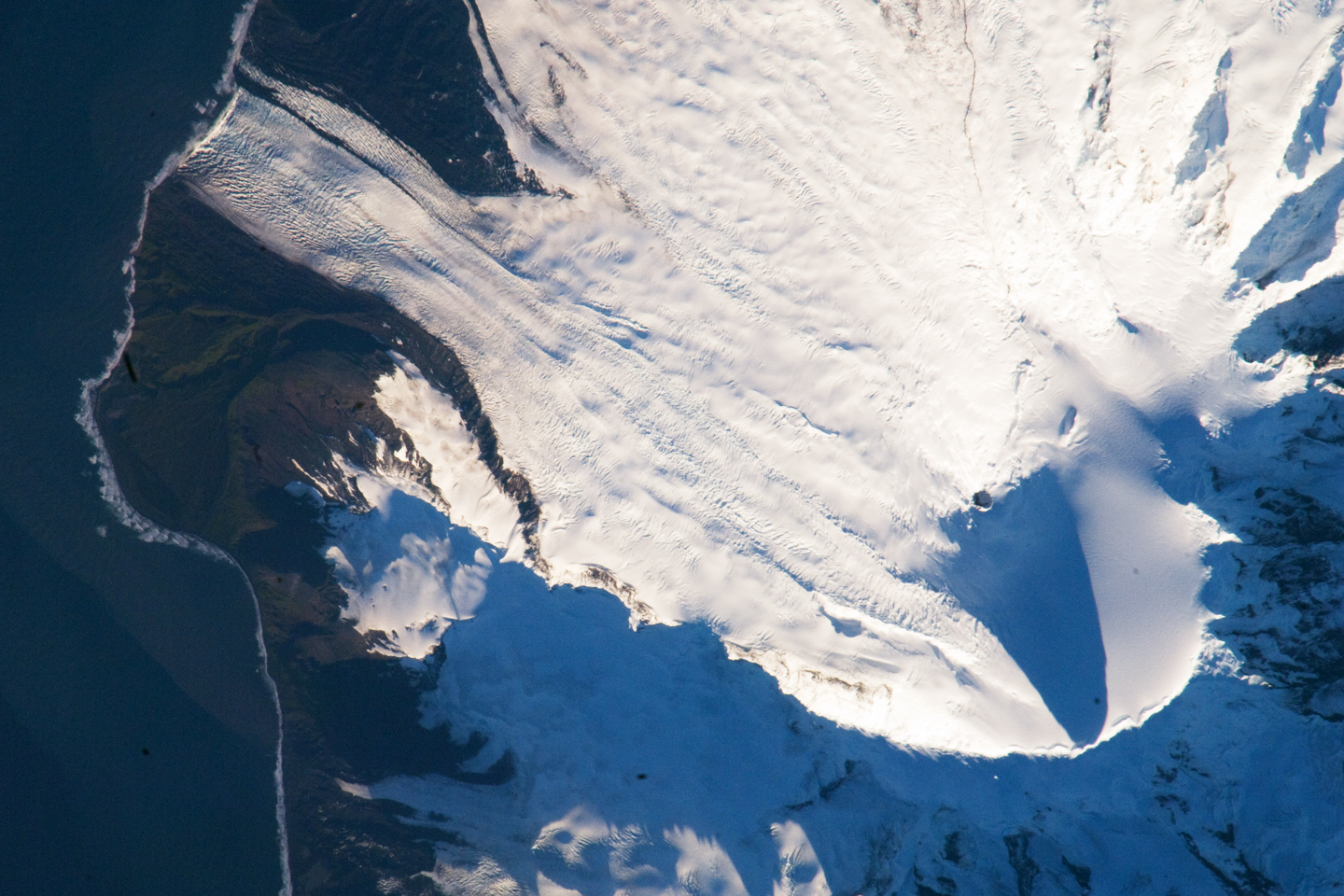
Glaciares que cubren la isla Heard

La isla Heard es una isla volcánica subantártica fuertemente glaciada situada en el océano Austral, a unos 4000 kilómetros al suroeste de Australia. El 80 % de la isla está cubierta de hielo, con glaciares que descienden desde los 2400 metros hasta el nivel del mar. Debido a la escarpada topografía de la isla Heard, la mayoría de sus glaciares son relativamente delgados (con una media de sólo 55 metros de profundidad). La presencia de glaciares en la isla Heard ofrece una excelente oportunidad para medir la tasa de retroceso de los glaciares como indicador del cambio climático.
Los registros disponibles no muestran ningún cambio aparente en el balance de masas de los glaciares entre 1874 y 1929. Entre 1949 y 1954, se observaron marcados cambios en las formaciones de hielo por encima de los 5000 pies en las laderas suroccidentales del Big Ben, posiblemente como resultado de la actividad volcánica. En 1963, la recesión importante era evidente por debajo de los 2000 pies en casi todos los glaciares, y la recesión menor era evidente hasta los 5000 pies.
Los acantilados de hielo costeros de los glaciares Brown y Stephenson, que en 1954 tenían más de 50 pies de altura, habían desaparecido en 1963 cuando los glaciares terminaron hasta 100 yardas tierra adentro. El glaciar Baudissin, en la costa norte, y el glaciar Vahsel, en la costa oeste, han perdido al menos 100 y 200 pies verticales de hielo, respectivamente. El glaciar Winston, que retrocedió aproximadamente un kilómetro y medio entre 1947 y 1963, parece ser un indicador muy sensible del cambio de los glaciares en la isla. Las morrenas jóvenes que flanquean la laguna Winston muestran que el glaciar Winston ha perdido al menos 300 pies verticales de hielo en un período de tiempo reciente. El glaciar Jacka, en la costa oriental de la península de Laurens, también ha mostrado un marcado retroceso desde 1955.
El retroceso de los frentes glaciares de la isla Heard es evidente al comparar las fotografías aéreas tomadas en diciembre de 1947 con las tomadas en una visita de regreso a principios de 1980. El retroceso de los glaciares de la isla Heard es más dramático en la sección oriental de la isla, donde los extremos de los antiguos glaciares de marea se encuentran ahora en el interior. Los glaciares de las costas septentrional y occidental se han reducido considerablemente, mientras que la superficie de los glaciares y casquetes de hielo de la península de Laurens se ha reducido entre un 30 % y un 65 %.
Durante el periodo de tiempo comprendido entre 1947 y 1988, la superficie total de los glaciares de la isla Heard disminuyó en un 11 %, pasando de 288 km² (aproximadamente el 79 % de la superficie total de la isla Heard) a sólo 257 km². Una visita a la isla en la primavera de 2000 reveló que los glaciares Stephenson, Brown y Baudissin, entre otros, habían retrocedido aún más. El extremo del glaciar Brown ha retrocedido aproximadamente 1,1 km desde 1950. Se calcula que la superficie total cubierta de hielo del glaciar Brown ha disminuido aproximadamente un 29 % entre 1947 y 2004. Este grado de pérdida de masa glaciar es coherente con el aumento de temperatura medido de +0,9 °C durante ese período.
Las posibles causas del retroceso de los glaciares en la isla Heard son

### Actividad volcánica
Movimiento hacia el sur de la convergencia antártica: este movimiento podría causar el retroceso de los glaciares por el aumento de las temperaturas del mar y del aire.

### Cambio climático
La División Antártica Australiana realizó una expedición a la isla Heard durante el verano austral de 2003-04. Un pequeño equipo de científicos pasó dos meses en la isla, realizando estudios sobre biología aviar y terrestre y glaciología. Los glaciólogos llevaron a cabo nuevas investigaciones sobre el glaciar Brown, en un esfuerzo por determinar si el retroceso del glaciar es rápido o puntuado. Utilizando una ecosonda portátil, el equipo tomó medidas del volumen del glaciar. Se continuó con el seguimiento de las condiciones climáticas, haciendo hincapié en el impacto de los vientos Foehn en el balance de masas del glaciar. Según los resultados de esa expedición, el ritmo de pérdida de hielo del glaciar de la isla Heard parece estar acelerándose. Entre 2000 y 2003, la repetición de los estudios de superficie con GPS reveló que la tasa de pérdida de hielo tanto en la zona de ablación como en la zona de acumulación del glaciar Brown era más del doble de la tasa media medida entre 1947 y 2003. El aumento de la tasa de pérdida de hielo sugiere que los glaciares de la isla Heard están reaccionando al cambio climático en curso, en lugar de acercarse al equilibrio dinámico. Se espera que el retroceso de los glaciares de la isla Heard continúe en un futuro previsible.

## Patrimonio de la Humanidad

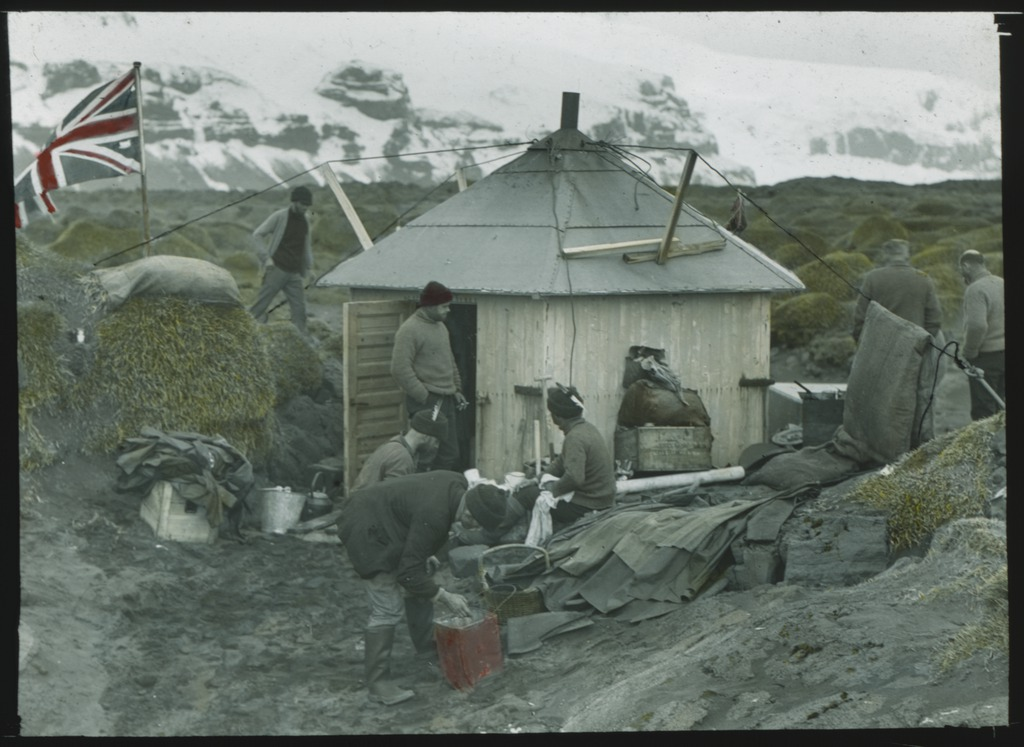
Expedición Británica a las Islas en 1929

En el año 1997, las islas fueron declaradas Patrimonio de la Humanidad por la Unesco, abarcando un área protegida de 38 600 ha.

## Gobierno y política
El Reino Unido estableció formalmente su reclamación sobre la isla Heard en 1910, marcada por el izado de la bandera de la Unión y la erección de un faro por el capitán Evensen, capitán del Mangoro. El gobierno, la administración y el control efectivos de la isla Heard y de las islas McDonald se transfirieron al gobierno australiano el 26 de diciembre de 1947 al comenzar la primera Expedición Nacional Australiana de Investigación Antártica (ANARE) a la isla Heard, con una declaración formal que tuvo lugar en Atlas Cove. La transferencia fue confirmada por un intercambio de cartas entre los dos gobiernos el 19 de diciembre de 1950.
Las islas son un territorio (Territorio de la Isla Heard e Islas McDonald) de Australia administrado desde Hobart por la División Antártica Australiana del Departamento de Medio Ambiente y Energía de Australia. La administración del territorio se establece en la Ley de las Islas Heard y McDonald de 1953, que lo somete a las leyes del Territorio de la Capital Australiana y a la jurisdicción del Tribunal Supremo del Territorio de la Capital Australiana. Las islas se encuentran dentro de una reserva marina de 65 000 kilómetros cuadrados y son visitadas principalmente para la investigación, lo que significa que no hay ninguna habitación humana permanente.
Desde 1947 hasta 1955 hubo campamentos de científicos visitantes en la isla Heard (en Atlas Cove, en el noroeste, que en 1969 fue ocupada de nuevo por científicos estadounidenses y ampliada en 1971 por científicos franceses) y en 1971 en la isla McDonald (en la bahía Williams). Las expediciones posteriores utilizaron una base temporal en Spit Bay, en el este, como en 1988, 1992-93 y 2004-05.

## Economía
El único recurso natural de las islas es la pesca; el gobierno australiano permite una pesca limitada en las aguas circundantes. A pesar de la falta de población, a las islas se les ha asignado el código de país HM en la norma ISO 3166-1 (ISO 3166-2:HM) y, por tanto, el dominio de nivel superior de Internet .hm. El huso horario de las islas es UTC+5.
El 3 de abril de 2025, el gobierno de los EE. UU. impuso un arancel del 10% a todas las importaciones procedentes de las islas Heard y McDonald, a pesar de estar deshabitadas, de no poseer ningún tipo de producción industrial en la actualidad y mucho menos intercambio comercial alguno con los EE. UU.